# جافا سكريبت
جافا سكرِبت، واختصارُها المعروف: "JS" (بالإنجليزية: JavaScript) لغةُ برمجة، عالية المستوى، وهي في الأساس في متصفحات الوِب؛ إنشاءً لصَفَحات أكثر تفاعلًا. تطورها الآن لَجنة TC39 التي تديرها منظمة ECMA للمعايير.
بدأت لغةً للمبرمجين الهواة وغير المحترفين، ولكن التفتَتْ إليها الأنظار، فازداد المحترفون بها اهتمامًا؛ لِمَا أحدثَتْ من جديد التِقْنِيَّات: كانتشار أَجَكْس التي سرَّعتْ التفاعل بين الخادوم والعميل.
وكذلك في تطوير صَفَحات وِب متفاعلة، وتطبيقات الويب، ومنها الألعاب. وهي في جُلِّ المواقع، تكاد تدعمها المتصفحات جَمْعاء بلا إضافات.

## التاريخ
في عام 1993، أصدر المركز الوطني لتطبيقات الحوسبة الفائقة (NCSA)، وهي وحدة تابعة لجامعة إلينوي في إربانا-شامبين، NCSA Mosaic، أول متصفح ويب رسومي شائع، والذي لعب دورًا مهمًا في توسيع نمو الشبكة العالمية الناشئة الويب خارج مكانة NeXTSTEP حيث تشكل الشبكة العنكبونية قبل ثلاث سنوات. في عام 1994، تأسست شركة تدعى Mosaic Communications في ماونتن فيو، كاليفورنيا ووظفت العديد من مؤلفي NCSA Mosaic الأصليين لإنشاء Mosaic Netscape. ومع ذلك، فقد تعمدت عدم مشاركة رمز مع NCSA Mosaic. الاسم الرمزي الداخلي لمتصفح الشركة هو Mozilla، وهو رمز لـ "Mosaic and Godzilla". تم إصدار الإصدار الأول من مستعرض الويب، Mosaic Netscape 0.9، في أواخر عام 1994 خلال أربعة أشهر، استحوذت بالفعل على ثلاثة أرباع سوق المتصفح وأصبحت متصفح الويب الرئيسي للتسعينات. لتجنب مشاكل ملكية العلامة التجارية مع NCSA، تمت إعادة تسمية المستعرض لاحقًا في Netscape Navigator في نفس العام، وحصلت الشركة على اسم Netscape Communications. أدركت Netscape Communications أن الويب يحتاج إلى أن يصبح أكثر ديناميكية. يعتقد مارك أندريسن، مؤسس الشركة، أن HTML يحتاج إلى «لغة لاصقة» كان من السهل استخدامها من قبل مصممي الويب والمبرمجين غير المتفرغين لتجميع مكونات مثل الصور والإضافات، حيث يمكن كتابة الكود مباشرة في الويب ترميز الصفحة.

## العلامة التجارية
الاسم «جافا سكريبت» هو علامة تجارية مملوكة ومسجلة لشركة أوراكل في الولايات المتحدة.

## أصل التسمية
في البداية تم تطوير هذه اللغة تحت اسم موكا (Mocha)، وأطلق عليها اسم LiveScript رسمياً أثناء تجريبها في إصدار متصفحات نتسكيب نافيجاتور 2.0 بيتا (Beta) سنة 1995. لكنها لاحقاً غيرت اسمها إلى جافاسكريبت JavaScript ويعود ذلك إلى إضافتها لدعم لغة الجافا.
هذا التغيير في الاسم سبب الغموض وسوء الفهم موحياً بأن لغة الجافا والجافاسكريبت مرتبطان أو متشابهتان. صحيح أن كلاهما يمتلكان شكلاً شبيهاً بلغة السي، إلا أن أوجه الاختلاف بين اللغتين واسع:
- الجافا بحاجة إلى التحويل إلى بايت كود Bytecode. بينما برامج الجافاسكريبت فيتم معالجتها كنص مصدري.
- المتغيرات في الجافا ثابتة النوع، بينما في الجافاسكريبت فهي ديناميكية. يعني أنك عند تعريف متغير ما في الجافا فيجب تحديد نوعه الذي لا يمكن تغييره. مثلا، لو عرفت المتغير «العمر» بأنه رقم وأعطيته قيمة "7" مثلا فلا يمكنك تغيير الرقم إلى نوع آخر (ككلمة «سبعة»). بينما في الجافاسكريبت فيمكنك فعل ذلك.
- الجافا لم تدعم البرمجة الأمرية إلا بداية من الإصدار الثامن. بينما الجافاسكريبت فدعمتها منذ البداية.

## بنية اللغة
في الماضى كانت لغة JavaScript محدودةً إلى متصفحات الويب فيما قد سلف، لكن توسّع مجال JavaScript في الفترة الأخيرة لتضم إنشاء تطبيقات ويب من جهة الخادم (server-side) مع التعامل مع قواعد البيانات، إضافةً إلى إمكانية استخدامها في بيئات ليست متعلقة بالويب مثل معالجات النصوص وبرمجيات PDF، ومن الممكن استعمالها أيضًا لكتابة تطبيقات سطح المكتب أو تطبيقات الهواتف، وحتى تطوير الألعاب
هنالك الكثير من محركات JavaScript، وكل واحدٍ منها يخضع لمواصفة ECMAScript (مع أنَّها تختلف فيما بينها بالإصدارات التي تدعمها). يوجد في نهاية كل صفحة من صفحات هذا التوثيق قسمٌ بعنوان «دعم المتصفحات» الذي نذكر فيه ما هي المتصفحات التي تدعم الميزة المذكورة.
يتألف أساس لغة JavaScript من الميزات الشائعة للغات البرمجة، التي تسمح لنا:
- بتخزين القيم داخل متغيرات،
- إجراء عمليات معالجة على السلاسل النصية،
- تنفيذ إجراءات معيّنة اعتمادًا على وقوع الأحداث.

ما يجب أن يثير اهتمامنا هو الواجهات البرمجية التي تُضيف وظائف على لغة JavaScript، وتسمى هذه الواجهات البرمجية بالمصطلح APIs (أي Application Programming Interfaces)، والتي تسمح للمطورين باستخدام لغة JavaScript للتعامل مع كثيرٍ من الأشياء، في مجال متصفحات الويب يمكننا استخدام JavaScript للتعامل مع شجرة DOM، ولاستخدام الواجهة البرمجية للمواقع الجغرافية (Geolocation API)، ولإنشاء رسوميات ثنائية وثلاثية الأبعاد عبر Canvas وWebGL، وللتحكم بالوسائط مثل الفيديو والصوت، وغير ذلك.
ويمكن استخدام JavaScript أيضًا من طرف الخادم، ولمزيدٍ من المعلومات انظر إلى صفحة Node.js.
يمكن تضمين شيفرات JavaScript في الصفحات بطريقتين:
1. تضمين الشيفرات داخل مستند HTML
2. استخدام ملف خارجي

يمكن تضمين شيفرة JavaScript في أي مكان داخل المستند، لكن يُنصَح بوضعها قبل وسم الإغلاق للعنصر <body>. تُضاف الشيفرة داخل العنصر <script> كما يلي:
```
<
script
>

  
// شيفرات JavaScript

<
/script>

```

أما إذا كانت شيفرة JavaScript في ملفٍ خارجي (وليكن اسمه script.js) فيمكن تضمينه باستخدام العنصر <script> أيضًا، لكن مع استخدام الخاصية src كما يلي:
```
<
script
 
src
=
"script.js"
><
/script>

```

## الكائنات العامة
في هذا القسم جميع الكائنات العامة المُضمَّنة في لغة JavaScript، إضافةً إلى جميع الخاصيات والدوال التابعة لها.

### الخاصيات العامة
هذه الخاصيات العامة تُعيد قيمةً بسيطةً، فهي لا تُمثِّل دوالًا أو خاصياتٍ تابعة لأحد الكائنات.
```
Infinity
```

```
NaN
```

```
undefined
```

```
globalThis
```

### الدوال العامة
هذه الدوال العامة -أي التي تستدعى في النطاق العام بدل استدعائها على كائن بعينه- تُعيد نتائجها إلى التعبير البرمجي الذي استدعاها.
```
eval()
```

```
isFinite()
```

```
isNaN()
```

```
parseFloat()
```

```
parseInt()
```

```
decodeURI()
```

```
decodeURIComponent()
```

```
encodeURI()
```

```
encodeURIComponent()
```

```
escape()
```

```
unescape()
```

### الكائنات الأساسية
هذه هي الكائنات الأساسية التي بنيت الكائنات الأخرى عليها، وهي تتضمن الكائنات التي تستطيع تمثيل الكائنات العامة والدوال والأخطاء.
```
Object
```

```
Function
```

```
Boolean
```

```
Symbol
```

```
Error
```

```
EvalError
```

```
RangeError
```

```
ReferenceError
```

```
SyntaxError
```

```
TypeError
```

```
URIError
```

### الأرقام والتواريخ
وهي الكائنات الأساسية التي تُمثِّل الأرقام والتواريخ والعمليات الرياضية.
```
Number
```

```
Math
```

```
Date
```

### معالجة النصوص
هذه الكائنات تُمثِّل السلاسل النصية وطرائق معالجتها وتعديلها.
```
String
```

```
RegExp
```

### البيانات المهيكلة
هذه الكائنات تُمثِّل مجموعةً من الكائنات التي لها فهرس وقيمة.
- Array
- JSON

### غير ذلك
- arguments

## التعابير البرمجية

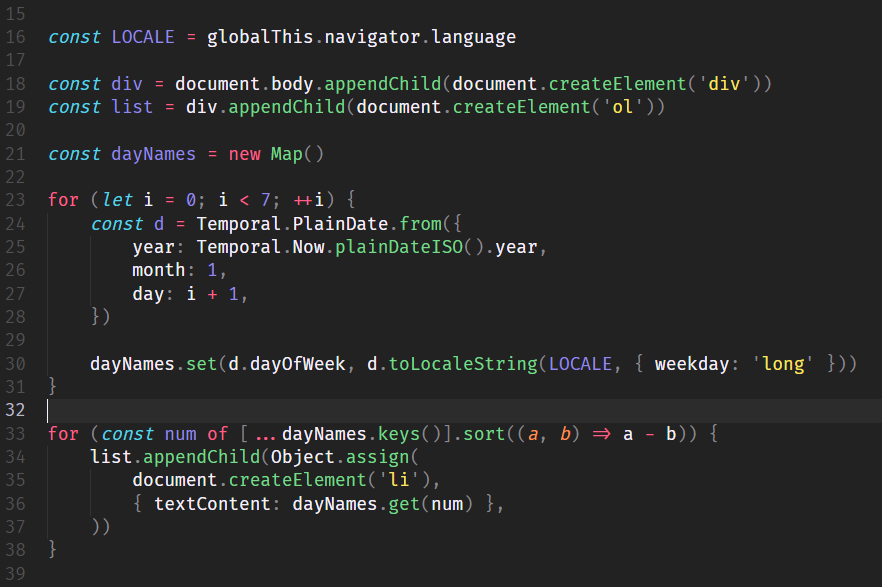
كود JavaScript لعرض قائمة بأيام الأسبوع في المتصفح

في هذا القسم جميع التعابير البرمجية الموجودة في لغة جافا سكريبت.

### التحكم في التنفيذ

#### block
تُستخدَم الأقسام الكتلية لتجميع عدِّة تعابير برمجية معًا، ويُعرَّف القسم بزوجين من الأقواس المعقوفة {}.

#### break
يإنهاء حلقة التكرار الحالية أو التعبير switch أو label، وستنقل تنفيذ البرنامج إلى التعبير البرمجي الذي يلي التعبير الذي انتهى.

#### continue
تجاوز تنفيذ التعابير البرمجية في التكرار الحالي (iteration) في حلقة التكرار الحالية أو حلقة التكرار المسماة (عبر لافتة)، وسيستمر تنفيذ الحلقة بدءًا من التكرار التالي.

#### Empty
يُستخدَم لتجنب توفير تعبير برمجي في المواضع التي تتطلب فيها JavaScript تعبيرًا برمجيًا واحدًا على الأقل.
```
if...else
```

التعبير البرمجي الشرطي يُستخدَم لتنفيذ تعبير برمجي معيّن عندما يكون الشرط محققًا، وإذا كان الشرط غير محققٍ فسيُنفِّذ تعبيرًا برمجيًا آخر.
```
switch
```

يُستخدَم لمطابقة قيمة تعبير برمجي باستخدام عبارةcase، ثم يُنفِّذ التعابير البرمجية المرتبطة معها.
```
throw
```

يؤدي إلى رمي استثناء (exception) يُعرِّفه المستخدم.
```
try...catch
```

يُستخدَم لتجربة قسم من التعابير البرمجية، ويُحدِّد طريقةً لمعالجة الاستثناءات إن رُمِيَت.

### تعابير التصريح عن متغيرات
```
var
```

تعبير variable يُصرِّح عن متغير، ويمكن تهيئة قيمته الابتدائية اختياريًا.
```
let
```

يُصرِّح عن متغير محلي للقسم الكتلي، ويمكن تهيئة قيمته الابتدائية اختياريًا.
```
const
```

التصريح عن ثابت للقراءة فقط.

### الدوال والأصناف

#### function(التصريح عن دالة)
التصريح عن الدالة (function declaration) يُعرِّف دالةً لها معاملات (parameters) معيّنة. انظر إلى صفحة «الدوال في JavaScript» للمقارنة بين صيغ تعريف الدوال.

#### function*(التصريح عن دالة مولدة)
التصريح عن الدالة المولدة. انظر إلى صفحة «الدوال في JavaScript» للمقارنة بين صيغ تعريف الدوال.

#### async function(التصريح عن دالة غير متزامنة)
التصريح عن دالة غير متزامنة. انظر إلى صفحة «الدوال في JavaScript» للمقارنة بين صيغ تعريف الدوال.

#### return
يؤدي إلى إنهاء تنفيذ الدالة ويُحدِّد قيمةً لتُعيدها الدالة إلى التعبير الذي استدعاها.

#### class(التصريح عن صنف)
التصريح عن الصنف (class declaration) يؤدي إلى إنشاء صنف جديد له اسمٌ معيّن يستخدم الوراثة عبر سلسلة prototype.

### حلقات التكرار
```
do...while
```

يُنشِئ حلقة تكرار تُنفِّذ تعبيرًا برمجيًا معيّنًا إلى أن يصبح الشرط غير محقق (false)، وسيتم التحقق من الشرط بعد تنفيذ التعبير البرمجي، مما يؤدي إلى تنفيذ التعبير البرمجي المُعيّن مرةً واحدةً على الأقل.
```
for
```

يُنشِئ حلقة تكرار تتألف من ثلاثة تعبيرات برمجية اختيارية تحيط بها أقواس وتفصل بينها فواصل منقوطة، ويليها تعبيرٌ برمجيٌ (وعادةً يكون قسمًا كتليًا [block statement]) سيُنفَّذ في كل تكرار للحلقة.
```
for...in
```

يُنشِئ حلقة تكرار تمر على الخاصيات القابلة للإحصاء (enumerable properties) التابعة لأحد الكائنات.
```
for...of
```

يمر على الكائنات التي يمكن الدوران على عناصرها (iterable objects) بما في ذلك الكائن Array وMap وSet وString وTypedArray وArguments، وتنفيذ تعابير برمجية معيّنة على قيمة كل خاصية من خاصيات تلك الكائنات.
```
while
```

يُنشِئ حلقة تكرار تُنفِّذ تعبيرًا برمجيًا معيّنًا طالما كان الشرط محققًا (true)، وسيتم التحقق من الشرط قبل تنفيذ التعبير البرمجي.

### غير ذلك
```
debugger
```

يؤدي إلى تفعيل وظيفة التنقيح (debugging functionality) المتاحة، مثل بداية نقطة المقاطعة (breakpoint)؛ لكن إن لم يكن هنالك منقِّح أو وظيفة تنقيح متاحة فلن يكون لهذا التعبير أي أثر.
```
export
```

يمكن أن يُستخدَم عند إنشاء وحدات JavaScript (أي JavaScript modules) لتصدير الدوال أو الكائنات أو القيم الأوليّة (primitive values) من وحدة (module) لكي يمكن استخدامها من برنامج آخر باستخدام التعبير البرمجي import.
```
import
```

يُستخدَم لاستيراد ما صُدِّر من وحدة (module) أخرى.
```
label
```

يمكن أن يُستخدَم مع التعبير البرمجي break أوcontinue، وهو يوضع قبل التعابير البرمجية لإضافة لافتة (مُعرِّف) لها يمكن الإشارة إليها.

## التعابير والمعاملات
هذا القسم فيه ما يتعلق بالتعابير والمعاملات في JavaScript.

### التعابير الأساسية
وهي تتضمن التعابير والكلمات المحجوزة العامة في JavaScript.

#### this
تُحدَّد قيمة الكلمة المحجوزة this وفق طريقة استدعاء الدالة.

#### function(تعبير تعريف الدوال)
الكلمة المحجوزة function تُستخدَم لتعريف دالة داخل تعبير (expression). انظر إلى صفحة «الدوال في JavaScript» للمقارنة بين صيغ تعريف الدوال.

#### class(تعبير تعريف الأصناف)
الكلمة المحجوزة class تشير إلى تعبير تعريف للأصناف.

#### function*(تعبير تعريف الدوال المولدة)
الكلمة المحجوزة function* تُستخدَم لتعريف دالة مولِّدة داخل تعبير. انظر إلى صفحة «الدوال في JavaScript» للمقارنة بين صيغ تعريف الدوال.

#### yield
الكلمة المحجوزة yield تُستخدَم لإيقاف تنفيذ دالة مولِّدة (function*) مؤقتًا واستئناف تنفيذها.

#### yield*
التعبير yield* يُستخدَم لتفويض التنفيذ إلى دالة مولِّدة أخرى أو كائن iterable.

#### async function*(تعبير تعريف الدوال غير المتزامنة)
الكلمة المحجوزة async function تُستخدَم لتعريف دوال غير متزامنة ضمن تعبير (expression). انظر إلى صفحة «الدوال في JavaScript» للمقارنة بين صيغ تعريف الدوال.

#### await
يُستخدَم لانتظار وعد (الكائن Promise)، ويمكن أن يُستخدَم داخل دالة غير متزامنة فقط (async function).

#### []
الشكل المختصر لتعريف المصفوفات.

#### {}
الشكل المختصر لتهيئة الكائنات.

#### /ab+c/i
الشكل المختصر لتعريف التعابير النمطية (regular expressions).

#### ()
معامل التجميع.

### تعابير الإسناد

#### الوصول إلى الخاصيات
طرائق الوصول إلى الخاصيات توفِّر وصولًا إلى خاصيات أحد الكائنات باستخدام طريقة النقط أو طريقة الأقواس.

#### new
يُنشِئ نسخةً من كائن مُعرَّف من المستخدم أو نسخةً من أحد أنواع الكائنات المُضمّنة في لغة JavaScript والتي تملك دالةً بانيةً.

#### new.target
تسمح لك بمعرفة إن استدعيت دالةٌ عاديةٌ أم دالةٌ بانيةٌ باستخدام المعامل new.

#### super
تُستخدَم للوصول إلى الكائنات في الكائن الأب واستدعائها.

#### معامل النشر (...obj)
معامل النشر (spread operator) يسمح للكائنات التي يمكن المرور على عناصرها (أي أنها iterable) مثل تعابير المصفوفات أو السلاسل النصية أن توسَّع في الأماكن التي تتوقع JavaScript وجود صفر وسيط أو أكثر (عند استدعاء الدوال) أو صفر عنصر أو أكثر (في المصفوفات)، أو نشر كائن في الأمكان التي تتوقع JavaScript وجود صفر زوج أو أكثر من المفتاحي والقيم المرتبطة بها (عند تعريف الكائنات).

### معاملات الزيادة والنقصان
وهي تتضمن الزيادة (أو النقصان) قبل الإسناد، والزيادة (أو النقصان) بعد الإسناد.
- A++
- A--
- ++A
- --A

### المعاملات الأحادية
وهي المعاملات التي تجري عمليتها على قيمة واحدة فقط.
- delete: يحذف خاصيةً من كائن.
- void: يُقدِّر قيمة التعبير المعطى (expression) ثم يُعيد القيمةundefined.
- typeof: يُعيد سلسلةً نصية تُشير إلى نوع القيمة التي تليه.
- + و-: إشارة الزائد والناقص التي تُستخدَم مع القيم العددية Number.
- ~: معامل NOT الثنائي.
- !: معامل NOT المنطقي.

### المعاملات الرياضية
المعاملات الرياضية تأخذ القيم العددية وتجري عليها عمليةً ثم تعيد قيمةً واحدةً.
- +: معامل الجمع.
- -: معامل الطرح.
- /: معامل القسمة.
- *: معامل الضرب.
- %: معامل باقي القسمة
- **: معامل رفع العدد إلى قوة.

### المعاملات النسبية
تجري هذه المعاملات عملياتها على قيمةٍ ما وتُعيد قيمةً منطقية (Boolean) بناءً على قيمة ناتج المقارنة.

#### in
يُعيد القيمة true إذا كانت الخاصية المُحدَّدة موجودةً في الكائن أو في سلسلة prototype الخاصة به.

#### instanceof
يختبر إذا كانت الخاصية prototype لدالة بانية تظهر في أيّ مكان في سلسلة prototype لأحد الكائنات.

#### معاملات المقارنة
- >: أقل من.
- <: أكبر من.
- =>: أقل من أو يساوي.
- =<: أكبر من أو يساوي.

### معاملات المساواة
هذه المعاملات تعيد قيمةً منطقيةً (Boolean) بناءً على ناتج اختبار مساواة قيمتين مع بعضهما بعضًا.
- ==: معامل المساواة.
- =!: معامل عدم المساواة.
- ===: معامل المطابقة.
- ==!: معامل عدم المطابقة.

### المعاملات الثنائية
تُعامِل المعاملات الثنائية القيم على أنها مجموعة من 32 بت (أصفار وواحدات) وتُعيد قيمًا رقميةً عادية.
- <<: معامل الإزاحة إلى اليسار.
- <<: معامل الإزاحة إلى اليمين.
- <<<: معامل الإزاحة إلى اليمين دون إشارة.
- &: معامل AND الثنائي.
- |: معامل OR الثنائي.
- ^: معامل XOR الثنائي.

### المعاملات المنطقية
تُستخدَم المعاملات المنطقية عادةً مع القيم المنطقية (Boolean)، وتُعيد قيمةً منطقيةً أيضًا.
- &&: معامل AND المنطقي.
- ||: معامل OR المنطقي.

### المعامل الشرطي الثلاثي
هو المعامل الوحيد في JavaScript الذي يأخذ ثلاثة قيمة ليجري عليها عمليته، ومن الشائع استخدام هذا المعامل كاختصارٍ للتعبير البرمجي if.

### معاملات الإسناد
تُسنِد هذه المعاملات القيمة التي على يسار المعامل بناءً على قيمة ما على يمينه.
- =: معامل الإسناد.
- =*: معامل الإسناد والضرب.
- =/: معامل الإسناد والقسمة.
- =%: معامل الإسناد وحساب باقي القسمة.
- =+: معامل الإسناد والجمع.
- =-: معامل الإسناد والطرح.
- =>>: معامل الإسناد والإزاحة إلى اليسار.
- =<<: معامل الإسناد والإزاحة إلى اليمين.
- =<<<: معامل الإسناد والإزاحة إلى اليمين دون الحفاظ على الإشارة.
- =&: معامل الإسناد وإجراء عملية AND الثنائية.
- =^: معامل الإسناد وإجراء عملية XOR الثنائية.
- =|: معامل الإسناد وإجراء عملية OR الثنائية.

#### الإسناد بالتفكيك
الاسناد بالتفكيك (destructuring assignment) يسمح بتفكيك القيم الموجودة في المصفوفات أو خاصيات أحد الكائنات إلى متغيرات مستقلة.
- [a, b] = [1, 2]
- {a, b} = {a:1, b:2}

### معامل الفاصلة
يُقدِّر القيم التي يجري عمليتها عليها (من اليسار إلى اليمين) ويُعيد قيمة آخر قيمة .

## قواعد الجافا سكريبت
وصف برنارد آيخ قواعد الجافاسكريبت بقوله:
تستعير الجافاسكريبت معظم قواعدها من جافا، لكنها كذلك ترثُ من أوك وبيرل. مع بعض التأثير الغير مباشر من قبل لغة سالف.
مثال عن برنامج «أهلا بالعالم»:
```
window
.
alert
(
"Hello World"
)

```

## الاستخدام داخل المتصفح
يقوم المتصفح بتحميل البرنامج المكتوب بلغة الجافاسكريبت إما مضمّناً داخل صفحة الـ HTML أو من ملف خارجي. تنفذ جميع العمليات التي على جهاز المستخدم — أي ضمن المتصفح الخاص به.
تقوم الجافاسكريبت بإنشاء دوال تفاعلية. وهذا ما تستخدمه العديد من المواقع والصفحات مثل فيسبوك ويوتيوب.
هذا مثال بسيط لصفحة برنامج مضمن داخل الـHTML يقوم بإظهار رسالة "وعليكم السلام" عند الضغط على زر «السلام عليكم»:
```
<
html
>

 
<
head
><
title
>
مثال
</
title
></
head
>

 
<
body
 
dir
=
"rtl"
>

 
<
script
 
type
=
"text/javascript"
>

 
function
 
salam
(){

 
alert
(
"وعليكم السلام"
);

 
}

 
</
script
>

 
<
button
 
onclick
=
"salam();"
>
السلام عليكم
</
button
>

  
</
body
>

</
html
>

```

## الاستخدام خارج المتصفح
رغم أنه قد تم إنشاء هذه اللغة لتعمل بالكامل في المتصفح، إلا أنه أصبح يمكن استخدامها لإنتاج برامج تعمل خارج المتصفح (Standalone) وذلك بفضل برمجيات مثل:
- نود.جي إس (Node.js) الذي يستخدم الجافاسكربت لإنشاء تطبيقات لواجهة سطر الأوامر
- لغة مُضمنة للبرمجة النصية، يمكن تستخدام جافاسكربت كلغة مضمنة، فعلى سبيل المثال تُستخدم جافاسكربت في برنامج adobe after effect للمساعدة على تطبيق التأثيرات المُعقدة من خلال After Effects expression language [12]، وكذلك وفرت قوقل لمستخدمين خدمات Google Workspace أمكانية برمجة برمجيات نصية تُساعد على أداء بعض المهام مع خدمات قوقل تحت اسم Google Apps Script.
- Node-Webkit أو nwjs وهو عبارة عن دمج بين متصفح كرويوم وnode.js حيث يسمح هذا البرنامج بإنشاء برامج رسومية باستخدام تكنولوجيا الويب: جافاسكريبت، HTML & صفحات الطرز المتراصة (CSS).
- فونغاب أو Cordova الذي يسمح بإنشاء تطبيقات للهواتف لعدة منصات كالأندرويد مستخدما تكنولوجيا الويب.
- كما أنه ومع إطلاق وندوز8 أصبح بإمكان المطورين برمجة تطبيقات Metro Style App بواسطة تكنولوجيا الويب.
- داخل ملفات نسق المستندات المنقولة. (PDF)